# Bohlinia
A Bohlinia az emlősök (Mammalia) osztályának párosujjú patások (Artiodactyla) rendjébe, ezen belül a zsiráffélék (Giraffidae) családjába tartozó fosszilis nem.

## Elnevezés
Ennem az emlősnemnek a neve tisztelgés Anders Birger Bohlin svéd paleontológus előtt. Az első ide tartozó fajt, a B. attica-t, először 1891-ben írták le, de a részletes leírás Bohlin nevéhez fűződik. Akkor még Giraffa attica vagy Oraflus attica névre keresztelték, de bár sok a későbbi zsiráfok jellemzőjével bír, de ma mégsem tekintik a zsiráf nem tagjának. Az új nemet William Diller Matthew őslénykutató vezette be 1929-ben.
Halkidikí félszigetek Nikiti közelében talált B. nikitiae nevét a lelőhelyről kapta.
A csádban talált B. adoumi nevét Mahamat Adoum-ról, a leletet feldolgozó csapat logisztikusáról és sok lelet megtalálójáról, kapta.

## Leírás
A zsiráfok közvetlen ősének tekinthető emlősnem tagjai hosszú végtagokkal és hosszú nyakkal rendelkeztek, bár magasságuk még messze maradt a ma élő zsiráfétól. A megnyúlt lábcsontok különítik el a korábbi zsiráfféléktől. Fogaik hasonlatosak a ma élő zsiráféhoz.
A szarv erőteljes, közepétől kissé hátra ívelő, a szemgödör felett található. A szarv keresztmetszete az alapi résznél romboid, középen négyzetes, míg a végén kerek. A koponyacsont frontális és szupraorbitális része pneumatizált (légtartó), teteje lapos. Az orrcsont konvex. A fogsor rövid a koponya hosszához képest.
A B. nikitiae-nek csak a koponyája ismert. A B. attica-hoz képest a koponya rövidebb, a szemgödör magasabban helyezkedik el, s ebből hirtelen ível hátra a szarv. A szarv keresztmetszete az alapnál elliptikus, közepétől kezdve kerek. A fogsor a koponyához képest itt nem rövid. Bár külön faji rangját megkérdőjelezték, a leírók fenntartják, hogy külön faj.
A B. adoumi koponyarészletekből ismert. A szarv rövidebb, aljánál ovális keresztmetszetű, feljebb kerek.

## Lelőhelyek
A B. attica Görögországból (Pikermi, Nikiti), Iránból (Maragha), Makedón Köztársaságból, Bulgáriából (Kalimantsi), Olaszországból (Cessaniti) és Törökországból ismert. A Pikermi-nél talált példány a holotípus. A B. adoumi egyetlen ismert lelőhelye Csád, míg a B. nikitiae csak Görögországból került elő.

## Rendszerezés
A nembe az alábbi 2-3 faj tartozik:
- Bohlinia adoumi Likius, Vignaud & Brunet, 2007
- Bohlinia attica (Gaudry & Lartet, 1856) – típusfaj; szin: Giraffa attica (Gaudry & Lartet, 1856) és Orasius attica (Gaudry & Lartet, 1856)
- ?Bohlinia nikitiae Kostopoulos, Koliadimou & Koufos, 1996 – egyes rendszerezések nem helyezik be a fajlistába